# Égodystonique
 (août 2024).
En psychanalyse, l'egosyntonique fait référence aux comportements, valeurs et sentiments qui sont en harmonie ou acceptables pour les besoins et les objectifs de l'ego, ou compatibles avec son image de soi idéale. L'egodystonique (ou étranger de l'ego) est le contraire, se référant aux pensées et aux comportements (rêves, compulsions, désirs, etc.) qui sont en conflit, ou dissonants, avec les besoins et les objectifs de l'ego, ou, en outre, en conflit avec l'image de soi idéale d'une personne.

## Applicabilité
La psychologie anormale a étudié en détail les concepts égoïsytoniques et égodystoniques. De nombreux troubles de la personnalité sont égosyntoniques, ce qui rend leur traitement difficile car les patients peuvent ne pas percevoir quoi que ce soit de mal et considérer leurs perceptions et leur comportement comme raisonnables et appropriés. Par exemple, une personne atteinte d'un trouble de la personnalité narcissique a un égard de soi excessivement positif et rejette les suggestions qui remettent en question ce point de vue. Cela correspond au concept général en psychiatrie de mauvaise perspicacité (Insight). L'anorexie mentale, un trouble difficile à traiter (anciennement considéré comme un trouble de l'axe I sur le Manuel diagnostique et statistique des troubles mentaux (avant la publication du DSM-5) caractérisé par une image du corps déformée et la peur de prendre du poids, est également considérée comme égosyntonique parce que beaucoup de ses personnes atteintes nient avoir un problème.
Le jeu pathologique, cependant, n'est que parfois considéré comme égosyntonique, en partie en fonction des réactions de la personne concernée et de la question de savoir si son jeu est problématique.
Une illustration des différences entre un trouble mental égodystonique et egosyntonique est la comparaison du trouble obsessionnel compulsif (TOC) et du trouble de la personnalité anankastique. Le TOC est considéré comme égodystonique car les pensées et les compulsions vécues ou exprimées ne correspondent pas à la perception de soi de la personne, ce qui signifie que le patient se rend compte que les obsessions sont déraisonnables et sont souvent affligées par ses obsessions. En revanche, le trouble obsessionnel-compulsif de la personnalité est égosyntonique, car le patient perçoit généralement son obsession de l'ordre, du perfectionnisme et du contrôle comme raisonnable et même souhaitable.

## Patrimoine freudien
Le terme « égosyntonique » a été introduit comme terme en 1914 par Freud dans Pour introduire le narcissisme, et est resté une partie importante de son arsenal conceptuel. Freud a vu naître un conflit psychique lorsque « les instincts initiaux en retard... entrent en conflit avec l'ego (ou instincts syntoniques de l'ego) ».
Otto Fenichel a fait la distinction entre les impulsions morbides, qu'il considérait comme ego-syntoniques, et les symptômes compulsifs qui frappaient leurs possesseurs comme des extraterrestres de l'ego. Anna Freud a souligné à quel point le mécanisme de défense qui étaient ego-syntoniques étaient plus difficiles à exposer que les impulsions égo-dystoniques, parce que les premières sont familières et tenues pour acquises. Heinz Hartmann, et après lui la psychologie du moi, ont également fait un usage central des concepts jumeaux.
Plus tard, les auteurs psychanalytiques ont souligné à quel point l'expression directe des réprimés était ego-dystonique et l'expression indirecte plus ego-syntonique.